# Національна організація скаутів Молдови
Національна організація скаутів Молдови (молд. Organizaţia Naţională a Scouţilor din Moldova) — національна скаутська організація Молдови, заснована в 1994 році. Організація є членом ВОСР з 1997 року. Станом на 2011 рік чисельність організації становить 2430 людини

## Історія
Перші скаутські гуртки з'явились у Молдові в 1913 році. Молдовські скаути стали співзасновниками ВОСР у 1922 році, будучи на той час частиною Румунії. [[4

## Діяльність
Молдовські скаути беруть участь у міжнародних, загальнонаціональних і регіональних заходах. НОСМ не має у власності постійних місць для таборування — табори проводяться в будь-якому підходящому місці.

## Структура
Вікові групи
- Каб-скаути — від 7 до 11 років;
- Скаути — від 12 до 15 років;
- Ровер-скаути — від 16 до 20 років;

Емблема молдовських скаутів включає в себе лілею — символ всесвітнього скаутського руху.